# Imo River
Der Imo River ist ein 241 km langer Fluss in Nigeria. 

## Verlauf
Der Fluss entspringt etwa 10 km westlich von Okigwi. Von hier aus fließt er zunächst in südliche Richtungen. Bei Obigbo wendet der Fluss seinen Lauf nach Osten um bei Ohanku sich wieder nach Süden zu wenden. Bei Ikot Abasi mündet der Imo River in den Atlantik. Auf weiten Strecken mäandert der Fluss.